# Рогульский, Георгий Михайлович
Георгий Михайлович Рогульский — советский хозяйственный, государственный и политический деятель.

## Биография
Родился в 1917 году в Киеве. Член КПСС.
Участник Великой Отечественной войны, рядовой 288-го стрелкового полка 173-й стрелковой дивизии. С 1942 года — на хозяйственной, общественной и политической работе. В 1942—1983 гг. — работник завода в городе Москве, председатель Комитета по делам физической культуры и спорта при Исполкоме Моссовета, заместитель председателя Комитета по физической культуре и спорту при Совете Министров СССР, заместитель Председателя Оргкомитета «Олимпиада-80».
Руководитель делегаций советских спортсменов на ряде международных спортивных соревнований.
Умер в Москве в 1985 году. Похоронен на Кунцевском кладбище.